# Leef (Han van Eijk)
Leef is een single en hit van de zanger Han van Eijk dat de titelsong werd van het populaire tv-programma Big Brother in 1999. Het werd geschreven en geproduceerd door Ruud Voerman en Paul Post.
Het nummer werd een grote hit en kwam binnen op #2 in de Nederlandse Top 40 en in de Mega Top 100. Het nummer bereikte alleen in de Mega Top 100 de nummer 1-positie. In de Top 40 werd de single tegengehouden door If I could turn back the hands of time, de hit van R. Kelly.
In Vlaanderen werd in 2000 een cover gemaakt door Walter Grootaers en Mozaïek en werd zelfs een groter succes. Leef bereikte nummer 1 in de Vlaamse ultratop en scoorde dubbel platina. Meer dan 60.000 stuks werden verkocht in slechts drie weken. Onder het alter ego Ronny King maakte Chris Van den Durpel een parodie "Spreek". In 2019 werd het liedje gecoverd in de serie #LikeMe.

## Tracklisting single
Op de single-cd stond ook een nummer van de bewoners die toen nog in het Big Brother-huis zaten. Het is een cover van Big City, een hit van Tol Hansse. In het nummer zingen Bart, Bianca, Karin, Maurice, Ruud, Sabine, Willem en Mona telkens kort een stukje over elkaar. Op het laatste nummer doen zij onder andere de groeten thuis.
1. Leef 'Big Brother Tune' (3:33)
2. Leef 'Big Brother Tune' (Instrumentaal) (3:33)
3. Big Brother (Big City) (3:28)
4. Big Brother (Big City) (Instrumentaal) (3:28)
5. Groeten van de bewoners (2:02)

| Leef 'Big Brother Tune' in de Nederlandse Top 40 - binnen: 13 november 1999 | Leef 'Big Brother Tune' in de Nederlandse Top 40 - binnen: 13 november 1999 | Leef 'Big Brother Tune' in de Nederlandse Top 40 - binnen: 13 november 1999 | Leef 'Big Brother Tune' in de Nederlandse Top 40 - binnen: 13 november 1999 | Leef 'Big Brother Tune' in de Nederlandse Top 40 - binnen: 13 november 1999 | Leef 'Big Brother Tune' in de Nederlandse Top 40 - binnen: 13 november 1999 | Leef 'Big Brother Tune' in de Nederlandse Top 40 - binnen: 13 november 1999 | Leef 'Big Brother Tune' in de Nederlandse Top 40 - binnen: 13 november 1999 | Leef 'Big Brother Tune' in de Nederlandse Top 40 - binnen: 13 november 1999 | Leef 'Big Brother Tune' in de Nederlandse Top 40 - binnen: 13 november 1999 | Leef 'Big Brother Tune' in de Nederlandse Top 40 - binnen: 13 november 1999 | Leef 'Big Brother Tune' in de Nederlandse Top 40 - binnen: 13 november 1999 | Leef 'Big Brother Tune' in de Nederlandse Top 40 - binnen: 13 november 1999 | Leef 'Big Brother Tune' in de Nederlandse Top 40 - binnen: 13 november 1999 |
| Week                                                                        | 1                                                                           | 2                                                                           | 3                                                                           | 4                                                                           | 5                                                                           | 6                                                                           | 7                                                                           | 8                                                                           | 9                                                                           | 10                                                                          | 11                                                                          | 12                                                                          | 13                                                                          |
| --------------------------------------------------------------------------- | --------------------------------------------------------------------------- | --------------------------------------------------------------------------- | --------------------------------------------------------------------------- | --------------------------------------------------------------------------- | --------------------------------------------------------------------------- | --------------------------------------------------------------------------- | --------------------------------------------------------------------------- | --------------------------------------------------------------------------- | --------------------------------------------------------------------------- | --------------------------------------------------------------------------- | --------------------------------------------------------------------------- | --------------------------------------------------------------------------- | --------------------------------------------------------------------------- |
| Nummer                                                                      | 2                                                                           | 2                                                                           | 2                                                                           | 2                                                                           | 3                                                                           | 9                                                                           | 11                                                                          | 13                                                                          | 10                                                                          | 18                                                                          | 29                                                                          | 38                                                                          | Uit                                                                         |

| Leef 'Big Brother Tune' in de Mega top 100 - binnen: 6 november 1999 | Leef 'Big Brother Tune' in de Mega top 100 - binnen: 6 november 1999 | Leef 'Big Brother Tune' in de Mega top 100 - binnen: 6 november 1999 | Leef 'Big Brother Tune' in de Mega top 100 - binnen: 6 november 1999 | Leef 'Big Brother Tune' in de Mega top 100 - binnen: 6 november 1999 | Leef 'Big Brother Tune' in de Mega top 100 - binnen: 6 november 1999 | Leef 'Big Brother Tune' in de Mega top 100 - binnen: 6 november 1999 | Leef 'Big Brother Tune' in de Mega top 100 - binnen: 6 november 1999 | Leef 'Big Brother Tune' in de Mega top 100 - binnen: 6 november 1999 | Leef 'Big Brother Tune' in de Mega top 100 - binnen: 6 november 1999 | Leef 'Big Brother Tune' in de Mega top 100 - binnen: 6 november 1999 | Leef 'Big Brother Tune' in de Mega top 100 - binnen: 6 november 1999 | Leef 'Big Brother Tune' in de Mega top 100 - binnen: 6 november 1999 | Leef 'Big Brother Tune' in de Mega top 100 - binnen: 6 november 1999 | Leef 'Big Brother Tune' in de Mega top 100 - binnen: 6 november 1999 | Leef 'Big Brother Tune' in de Mega top 100 - binnen: 6 november 1999 | Leef 'Big Brother Tune' in de Mega top 100 - binnen: 6 november 1999 | Leef 'Big Brother Tune' in de Mega top 100 - binnen: 6 november 1999 | Leef 'Big Brother Tune' in de Mega top 100 - binnen: 6 november 1999 |
| Week                                                                 | 1                                                                    | 2                                                                    | 3                                                                    | 4                                                                    | 5                                                                    | 6                                                                    | 7                                                                    | 8                                                                    | 9                                                                    | 10                                                                   | 11                                                                   | 12                                                                   | 13                                                                   | 14                                                                   | 15                                                                   | 16                                                                   | 17                                                                   | 18                                                                   |
| -------------------------------------------------------------------- | -------------------------------------------------------------------- | -------------------------------------------------------------------- | -------------------------------------------------------------------- | -------------------------------------------------------------------- | -------------------------------------------------------------------- | -------------------------------------------------------------------- | -------------------------------------------------------------------- | -------------------------------------------------------------------- | -------------------------------------------------------------------- | -------------------------------------------------------------------- | -------------------------------------------------------------------- | -------------------------------------------------------------------- | -------------------------------------------------------------------- | -------------------------------------------------------------------- | -------------------------------------------------------------------- | -------------------------------------------------------------------- | -------------------------------------------------------------------- | -------------------------------------------------------------------- |
| Nummer                                                               | 2                                                                    | 2                                                                    | 2                                                                    | 2                                                                    | 1                                                                    | 2                                                                    | 5                                                                    | 9                                                                    | 10                                                                   | 8                                                                    | 10                                                                   | 21                                                                   | 32                                                                   | 39                                                                   | 55                                                                   | 70                                                                   | 89                                                                   | Uit                                                                  |

## Vlaamse versie van Mozaïek en Walter Grootaers
In 2000 werd Leef gecoverd door de Belgische band Mozaïek in samenwerking met Walter Grootaers. De single was het begeleidende nummer bij het eerste seizoen van Big Brother in Vlaanderen en stond zeven weken op nummer 1 in de Ultratop 50. Het was de tweede best verkochte single in Vlaanderen van het jaar 2000 en de best verkochte Belgische single van het jaar.
| "Leef" in de Vlaamse Ultratop 50 - binnen: 21 oktober 2000 | "Leef" in de Vlaamse Ultratop 50 - binnen: 21 oktober 2000 | "Leef" in de Vlaamse Ultratop 50 - binnen: 21 oktober 2000 | "Leef" in de Vlaamse Ultratop 50 - binnen: 21 oktober 2000 | "Leef" in de Vlaamse Ultratop 50 - binnen: 21 oktober 2000 | "Leef" in de Vlaamse Ultratop 50 - binnen: 21 oktober 2000 | "Leef" in de Vlaamse Ultratop 50 - binnen: 21 oktober 2000 | "Leef" in de Vlaamse Ultratop 50 - binnen: 21 oktober 2000 | "Leef" in de Vlaamse Ultratop 50 - binnen: 21 oktober 2000 | "Leef" in de Vlaamse Ultratop 50 - binnen: 21 oktober 2000 | "Leef" in de Vlaamse Ultratop 50 - binnen: 21 oktober 2000 | "Leef" in de Vlaamse Ultratop 50 - binnen: 21 oktober 2000 | "Leef" in de Vlaamse Ultratop 50 - binnen: 21 oktober 2000 | "Leef" in de Vlaamse Ultratop 50 - binnen: 21 oktober 2000 | "Leef" in de Vlaamse Ultratop 50 - binnen: 21 oktober 2000 | "Leef" in de Vlaamse Ultratop 50 - binnen: 21 oktober 2000 | "Leef" in de Vlaamse Ultratop 50 - binnen: 21 oktober 2000 | "Leef" in de Vlaamse Ultratop 50 - binnen: 21 oktober 2000 | "Leef" in de Vlaamse Ultratop 50 - binnen: 21 oktober 2000 | "Leef" in de Vlaamse Ultratop 50 - binnen: 21 oktober 2000 |
| Week                                                       | 1                                                          | 2                                                          | 3                                                          | 4                                                          | 5                                                          | 6                                                          | 7                                                          | 8                                                          | 9                                                          | 10                                                         | 11                                                         | 12                                                         | 13                                                         | 14                                                         | 15                                                         | 16                                                         | 17                                                         | 18                                                         |                                                            |
| ---------------------------------------------------------- | ---------------------------------------------------------- | ---------------------------------------------------------- | ---------------------------------------------------------- | ---------------------------------------------------------- | ---------------------------------------------------------- | ---------------------------------------------------------- | ---------------------------------------------------------- | ---------------------------------------------------------- | ---------------------------------------------------------- | ---------------------------------------------------------- | ---------------------------------------------------------- | ---------------------------------------------------------- | ---------------------------------------------------------- | ---------------------------------------------------------- | ---------------------------------------------------------- | ---------------------------------------------------------- | ---------------------------------------------------------- | ---------------------------------------------------------- | ---------------------------------------------------------- |
| Nummer                                                     | 17                                                         | 1                                                          | 1                                                          | 1                                                          | 1                                                          | 1                                                          | 1                                                          | 1                                                          | 3                                                          | 3                                                          | 3                                                          | 3                                                          | 8                                                          | 13                                                         | 23                                                         | 37                                                         | 43                                                         | 48                                                         | uit                                                        |